# فيرهوب
فيرهوب (بالإنجليزية: Fairhope)‏ هي مدينة أمريكية تقع في ولاية ألاباما.ويبلغ عدد سكانها 16200~ نسمة حسب إحصاء سنة 2010 م.

## التركيبة السكانية
حدّد مكتب تعداد الولايات المتحدة بيانات التركيبة السكانية لفيرهوب في تعداد الولايات المتحدة. في ما يلي، التركيبة السكانية حسب تعدادي 2000 و2010.

### تعداد عام 2000
بلغ عدد سكان فيرهوب 12,480 نسمة بحسب تعداد عام 2000، وبلغ عدد الأسر 5,345 أسرة وعدد العائلات 3,575 عائلة مقيمة في المدينة. في حين سجلت الكثافة السكانية 341.1 نسمة لكل كيلومتر مربع (883.4/ميل2). وبلغ عدد الوحدات السكنية 6,000 وحدة بمتوسط كثافة قدره 164 لكل كيلومتر مربع (424.8/ميل2).
وتوزع التركيب العرقي للمدينة بنسبة 90.22% من البيض و7.79% من الأمريكيين الأفارقة و0.20% من الأمريكيين الأصليين و0.62% من الأمريكيين ذوي الأصول الآسيوية و0.04% من سكان جزر المحيط الهادئ و0.21% من الأعراق الأخرى و0.93% من عرقين مختلطين أو أكثر و1.04% من الهسبانيون أو اللاتينيون من أي عرق.
بلغ عدد الأسر 5,345 أسرة كانت نسبة 28.7% منها لديها أطفال تحت سن الثامنة عشر تعيش معهم، وبلغت نسبة الأزواج القاطنين مع بعضهم البعض 54.8% من أصل المجموع الكلي للأسر، ونسبة 10.1% من الأسر كان لديها معيلات من الإناث دون وجود شريك، بينما كانت نسبة 2% من الأسر لديها معيلون من الذكور دون وجود شريكة وكانت نسبة 33.1% من غير العائلات. تألفت نسبة 30.3% من أصل جميع الأسر من عدة أفراد يعيشون في نفس المنزل ونسبة 15.6% كانت تتألف من شخص يعيش بمفرده يبلغ من العمر 65 عاماً أو أكثر. وبلغ متوسط حجم الأسرة المعيشية 2.27، أما متوسط حجم العائلات فبلغ 2.83.
بلغ العمر الوسطي للسكان 44.5 عاماً. وكانت نسبة 21.6% من القاطنين تحت سن الثامنة عشر، وكانت نسبة 5.4% بين الثامنة عشر والرابعة والعشرين عاماً، ونسبة 23.7% كانت واقعةً في الفئة العمرية ما بين الخامسة والعشرين والرابعة والأربعين عاماً، ونسبة 25.4% كانت ما بين الخامسة والأربعين والرابعة والستين، ونسبة 21.4% كانت ضمن فئة الخامسة والستين عاماً فما فوق. يوجد لكل 100 أنثى 84.9 ذكر، ويوجد لكل 100 أنثى في الثامنة عشر من عمرها فما فوق 80.1 ذكر.
بلغ متوسط دخل الأسرة في المدينة 42,913 دولارًا، أما متوسط دخل العائلة فبلغ 56,976 دولارًا. وكان متوسط دخل الذكور 41,692 دولارًا مقابل 27,959 دولارًا للإناث. وسجل دخل الفرد الخاص بالمدينة 25,237 دولارًا. وكانت نسبة 4.9% من العائلات ونسبة 7.5% من السكان تحت خط الفقر، وكان من هؤلاء نسبة 8.1% تحت سن الثامنة عشر ونسبة 9.9% في الخامسة والستين من العمر وما فوق.

### تعداد عام 2010
بلغ عدد سكان فيرهوب 15,326 نسمة بحسب تعداد عام 2010، وبلغ عدد الأسر 6,732 أسرة وعدد العائلات 4,395 عائلة مقيمة في المدينة. في حين سجلت الكثافة السكانية 418.9 نسمة لكل كيلومتر مربع (1,084.9/ميل2). وبلغ عدد الوحدات السكنية 7,659 وحدة بمتوسط كثافة قدره 209.3 لكل كيلومتر مربع (542.1/ميل2).
وتوزع التركيب العرقي للمدينة بنسبة 91.09% من البيض و6.23% من الأمريكيين الأفارقة و0.18% من الأمريكيين الأصليين و0.72% من الأمريكيين ذوي الأصول الآسيوية و0.05% من سكان جزر المحيط الهادئ و0.89% من الأعراق الأخرى و0.84% من عرقين مختلطين أو أكثر و2.82% من الهسبانيون أو اللاتينيون من أي عرق.
بلغ عدد الأسر 6,732 أسرة كانت نسبة 27.7% منها لديها أطفال تحت سن الثامنة عشر تعيش معهم، وبلغت نسبة الأزواج القاطنين مع بعضهم البعض 53.6% من أصل المجموع الكلي للأسر، ونسبة 9.2% من الأسر كان لديها معيلات من الإناث دون وجود شريك، بينما كانت نسبة 2.6% من الأسر لديها معيلون من الذكور دون وجود شريكة وكانت نسبة 34.7% من غير العائلات. تألفت نسبة 31.2% من أصل جميع الأسر من عدة أفراد يعيشون في نفس المنزل ونسبة 17.1% كانت تتألف من شخص يعيش بمفرده يبلغ من العمر 65 عاماً أو أكثر. وبلغ متوسط حجم الأسرة المعيشية 2.26، أما متوسط حجم العائلات فبلغ 2.84.
بلغ العمر الوسطي للسكان 46.5 عاماً. وكانت نسبة 22.4% من القاطنين تحت سن الثامنة عشر، وكانت نسبة 4.9% بين الثامنة عشر والرابعة والعشرين عاماً، ونسبة 20.4% كانت واقعةً في الفئة العمرية ما بين الخامسة والعشرين والرابعة والأربعين عاماً، ونسبة 28.5% كانت ما بين الخامسة والأربعين والرابعة والستين، ونسبة 23.7% كانت ضمن فئة الخامسة والستين عاماً فما فوق. وتوزع التركيب الجنسي للسكان بنسبة 46.3% ذكور و53.7% إناث.

## المناخ
يظهر الجدول التالي التغييرات المناخية على مدار السنة لفيرهوب:
| البيانات المناخية لـفيرهوب          | البيانات المناخية لـفيرهوب | البيانات المناخية لـفيرهوب | البيانات المناخية لـفيرهوب | البيانات المناخية لـفيرهوب | البيانات المناخية لـفيرهوب | البيانات المناخية لـفيرهوب | البيانات المناخية لـفيرهوب | البيانات المناخية لـفيرهوب | البيانات المناخية لـفيرهوب | البيانات المناخية لـفيرهوب | البيانات المناخية لـفيرهوب | البيانات المناخية لـفيرهوب | البيانات المناخية لـفيرهوب |
| الشهر                               | يناير                      | فبراير                     | مارس                       | أبريل                      | مايو                       | يونيو                      | يوليو                      | أغسطس                      | سبتمبر                     | أكتوبر                     | نوفمبر                     | ديسمبر                     | المعدل السنوي              |
| ----------------------------------- | -------------------------- | -------------------------- | -------------------------- | -------------------------- | -------------------------- | -------------------------- | -------------------------- | -------------------------- | -------------------------- | -------------------------- | -------------------------- | -------------------------- | -------------------------- |
| الدرجة القصوى °ف (°م)               | 85 (29)                    | 88 (31)                    | 88 (31)                    | 97 (36)                    | 98 (37)                    | 103 (39)                   | 105 (41)                   | 103 (39)                   | 105 (41)                   | 97 (36)                    | 94 (34)                    | 89 (32)                    | 105 (41)                   |
| الحد الأقصى المتوسط °ف (°م)         | 75.2 (24.0)                | 77.6 (25.3)                | 81.4 (27.4)                | 85.4 (29.7)                | 91.2 (32.9)                | 94.4 (34.7)                | 96.1 (35.6)                | 95.6 (35.3)                | 93.6 (34.2)                | 88.9 (31.6)                | 82.4 (28.0)                | 77.6 (25.3)                | 97.2 (36.2)                |
| متوسط درجة الحرارة الكبرى °ف (°م)   | 61.4 (16.3)                | 64.8 (18.2)                | 71.2 (21.8)                | 77.5 (25.3)                | 84.7 (29.3)                | 89.3 (31.8)                | 91.1 (32.8)                | 91.0 (32.8)                | 87.9 (31.1)                | 80.1 (26.7)                | 71.6 (22.0)                | 63.6 (17.6)                | 77.9 (25.5)                |
| المتوسط اليومي °ف (°م)              | 50.4 (10.2)                | 53.7 (12.1)                | 60.0 (15.6)                | 66.3 (19.1)                | 74.1 (23.4)                | 79.9 (26.6)                | 81.9 (27.7)                | 81.7 (27.6)                | 77.7 (25.4)                | 68.7 (20.4)                | 60.2 (15.7)                | 52.7 (11.5)                | 67.3 (19.6)                |
| متوسط درجة الحرارة الصغرى °ف (°م)   | 39.5 (4.2)                 | 42.6 (5.9)                 | 48.8 (9.3)                 | 55.1 (12.8)                | 63.6 (17.6)                | 70.5 (21.4)                | 72.7 (22.6)                | 72.3 (22.4)                | 67.6 (19.8)                | 57.3 (14.1)                | 48.7 (9.3)                 | 41.8 (5.4)                 | 56.7 (13.7)                |
| الحد الأدنى المتوسط °ف (°م)         | 23.1 (−4.9)                | 26.6 (−3.0)                | 32.6 (0.3)                 | 40.9 (4.9)                 | 51.5 (10.8)                | 62.5 (16.9)                | 67.4 (19.7)                | 67.1 (19.5)                | 55.9 (13.3)                | 41.9 (5.5)                 | 32.3 (0.2)                 | 25.4 (−3.7)                | 20.0 (−6.7)                |
| أدنى درجة حرارة °ف (°م)             | 5 (−15)                    | 10 (−12)                   | 19 (−7)                    | 29 (−2)                    | 29 (−2)                    | 52 (11)                    | 58 (14)                    | 60 (16)                    | 41 (5)                     | 32 (0)                     | 21 (−6)                    | 8 (−13)                    | 5 (−15)                    |
| الهطول إنش (مم)                     | 5.64 (143)                 | 5.56 (141)                 | 5.73 (146)                 | 4.44 (113)                 | 4.91 (125)                 | 6.60 (168)                 | 8.05 (204)                 | 7.20 (183)                 | 5.94 (151)                 | 4.25 (108)                 | 4.98 (126)                 | 4.57 (116)                 | 67.87 (1٬724)              |
| متوسط أيام هطول الأمطار (≥ 0.01 in) | 10.3                       | 9.6                        | 8.6                        | 6.7                        | 7.4                        | 11.9                       | 14.0                       | 14.3                       | 10.5                       | 7.0                        | 8.0                        | 9.7                        | 118.0                      |
| المصدر: NOAA                        |                            |                            |                            |                            |                            |                            |                            |                            |                            |                            |                            |                            |                            |

## أعلام
- ديف ستابلتون
- لورا غيلبين
- جورج غروس
- جاك إدواردز
- جورج إم. موراي